# NGC 2690
NGC 2690 (również PGC 24926 lub UGC 4647) – galaktyka spiralna (Sab), znajdująca się w gwiazdozbiorze Hydry. Odkrył ją Lewis A. Swift 10 marca 1886 roku.